# دورا جونغ
دورا جونغ (بالفنلندية: Dora Jung)‏ هي فنانة منسوجات ‏ فنلندية، ولدت في 16 أكتوبر 1906 في هلسنكي في فنلندا، وتوفيت في 20 ديسمبر 1980.